# Ecitonetes subapterus
Ecitonetes subapterus är en stekelart som beskrevs av Charles Thomas Brues 1902. Ecitonetes subapterus ingår i släktet Ecitonetes och familjen pysslingsteklar. Inga underarter finns listade i Catalogue of Life.